# Christ de pitié de Mousty
Le Christ de pitié de Mousty est une statue du Christ aux liens, conservée dans l'église Notre-Dame de Mousty située à Céroux-Mousty, section de la ville belge d'Ottignies-Louvain-la-Neuve, en Brabant wallon.

## Description
Le Christ de pitié de Mousty (ou Christ aux liens), placé dans le collatéral gauche de l'église Notre-Dame de Mousty, est une statue de pierre calcaire polychrome représentant le Christ attendant la crucifixion, assis sur une pierre sur le Golgotha.
La tête couronnée d'épines et les poignets entravés d'une grosse corde, le Christ est dépouillé de ses vêtements : sa tunique recouvre le rocher. À ses pieds, un crâne et un tibia.

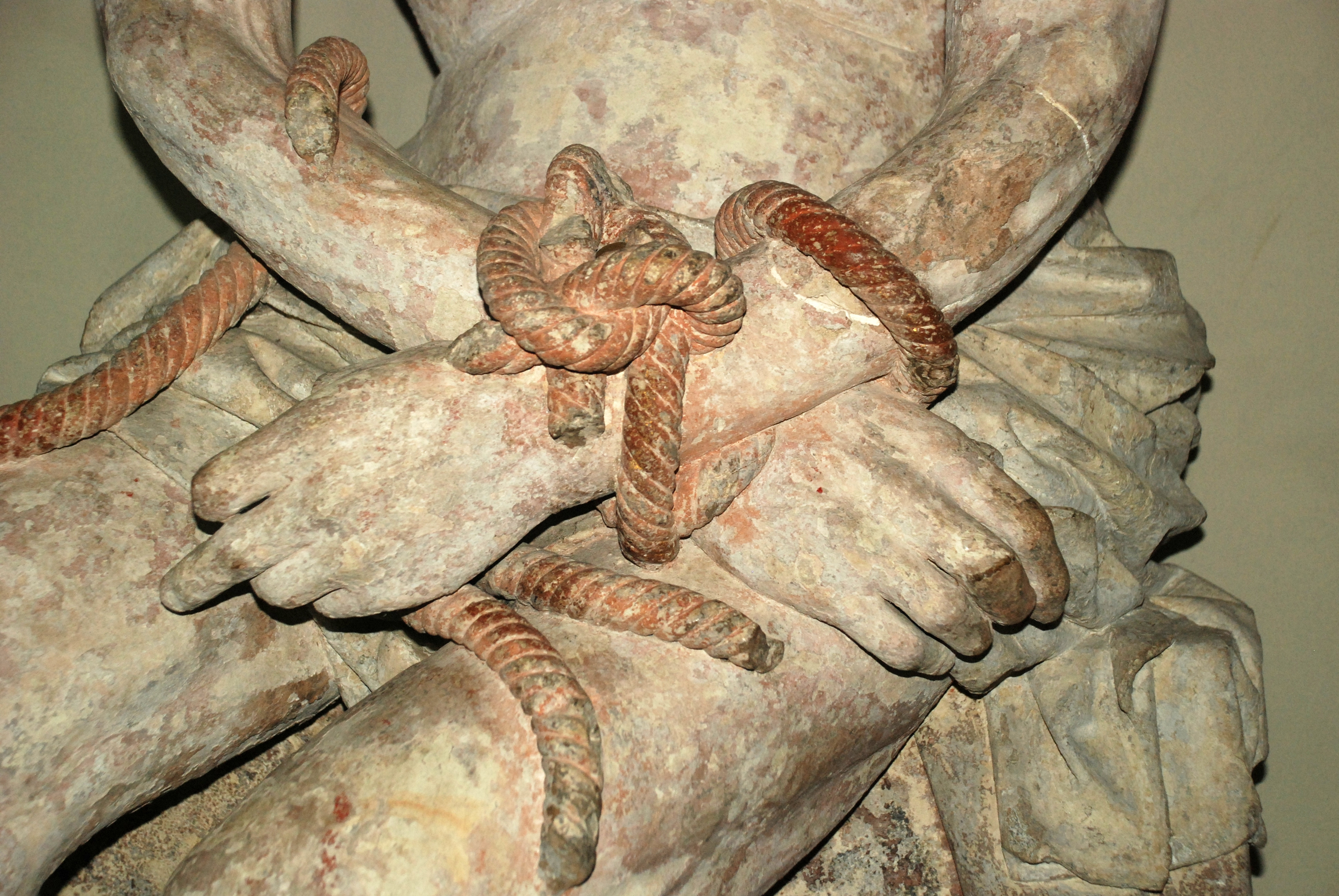
Les liens.

## Historique
Ce Christ de pitié date du début du XVIe siècle. Placé initialement à l'extérieur de l'église, il a été gravement endommagé par l'humidité : la pierre devint pulvérulente et perdit une partie de sa polychromie. 
Il fut restauré dans le cadre de l'année du petit patrimoine populaire wallon (1991) par l'atelier de conservation et de restauration (CORé) du Musée de Louvain-la-Neuve.

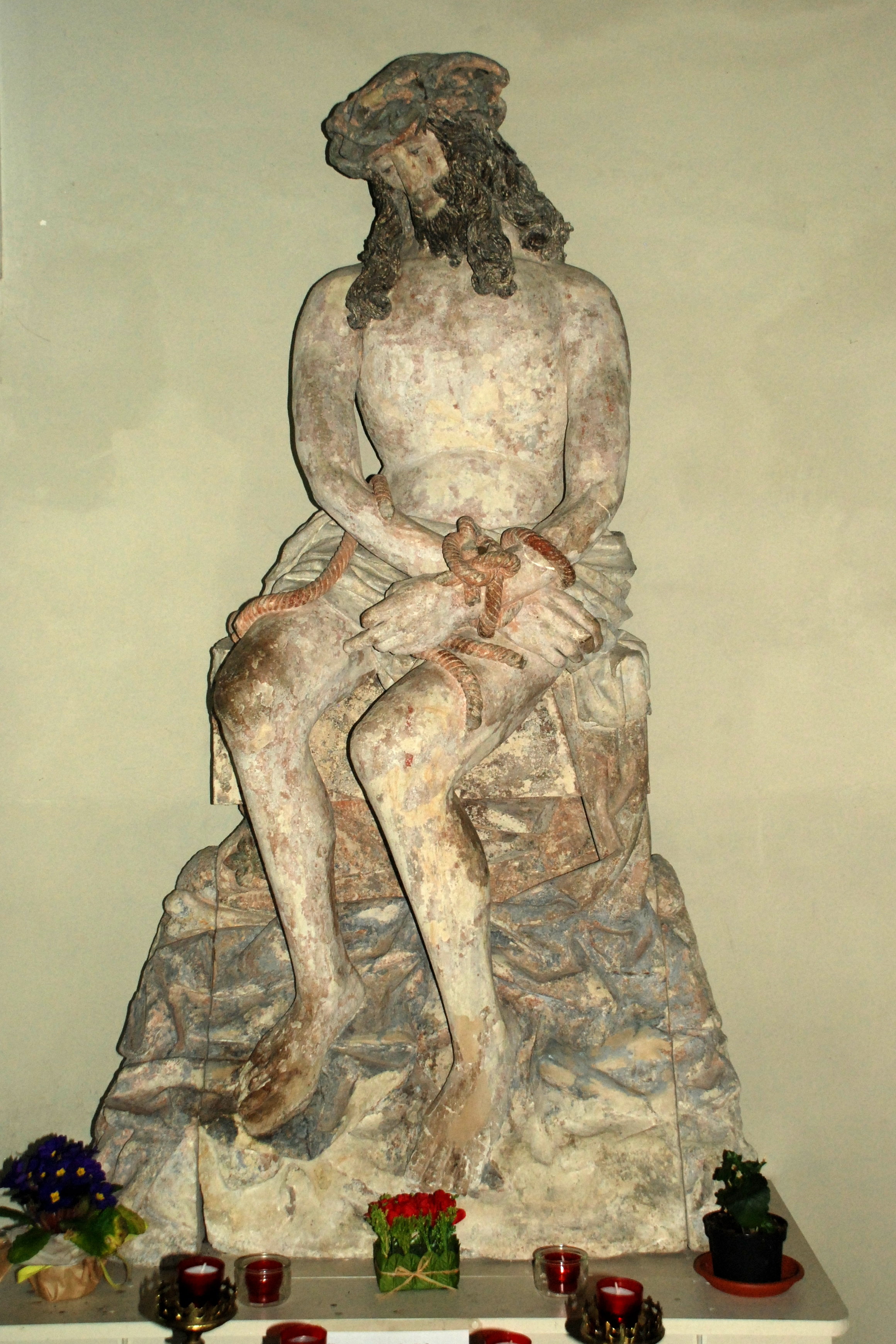
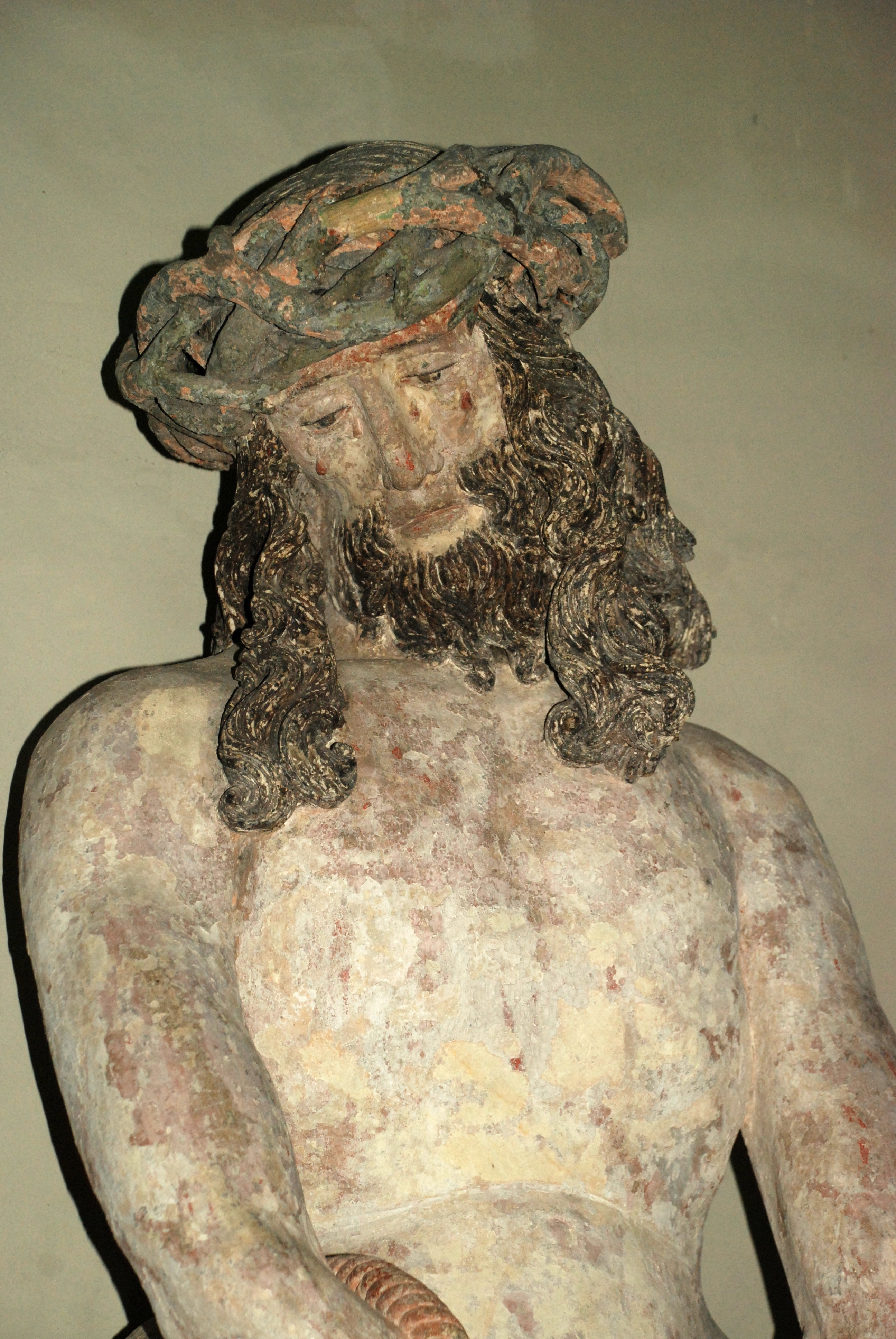
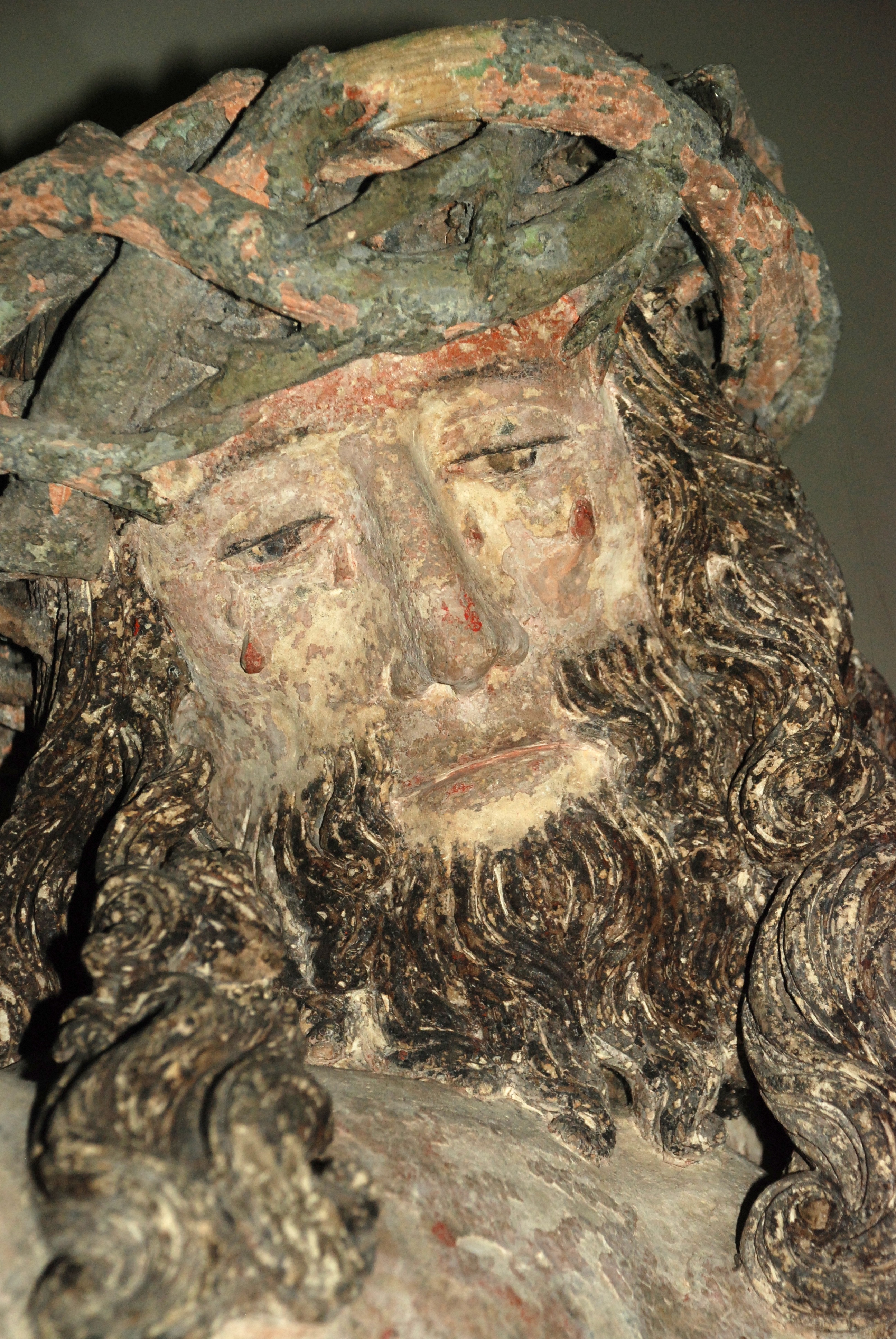

## Source
- Panneau explicatif situé dans l'église Notre-Dame de Mousty.